# David Jason
David John White OBE, känd under artistnamnet David Jason, född 2 februari 1940 i Edmonton, Enfield, London, är en brittisk skådespelare.

## Biografi
År 1967 blev Jason känd för brittiska TV-tittare som en av skådespelarna/komikerna i TV-serien Do Not Adjust Your Set (1967–69). Programmets fyra andra medverkande var Michael Palin, Eric Idle, Terry Jones och Denise Coffey.
Jason är internationellt känd för sin roll som Jack Frost i TV-serien Ett fall för Frost. Han är även känd för sin roll som Del Boy i den engelska serien Only Fools and Horses, där han gjorde en minnesvärd rolltolkning med sina franska uttryck och fantastiska kroppsspråk. I serien Majs ljuva knoppar, där han spelar Sidney Charles "Pop" Larkin, gör han en annan framstående karaktärsroll med sina speciella uttryck.
Jason har också varit engagerad som röstskådespelare, bland annat i serier som Greve Duckula.

## Filmografi i urval
- 1967–1969 – Do Not Adjust Your Set (TV-serie)
- 1976–1985 – Open All Hours (TV-serie)
- 1978 – The Odd Job
- 1981–2014 – Only Fools and Horses (TV-serie)
- 1991–1993 – Majs ljuva knoppar (TV-serie)
- 1992–2010 – Ett fall för Frost (TV-serie)
- 2006 – Terry Pratchett's Hogfather
- 2008 – Terry Pratchett's The Colour of Magic
- 2011–2012 – The Royal Bodyguard (TV-serie)
- 2013–2019 – Still Open All Hours (TV-serie)